# Si j'avais mille ans
Pour plus de détails, voir Fiche technique et Distribution.
Si j’avais mille ans est un film français réalisé par Monique Enckell et sorti en 1983.
Il existe une version en français et une version en breton

## Synopsis
À la Toussaint, dans un petit village de Bretagne situé dans une île, surgissent des chevaliers du Moyen Âge. Les anciens savent que le village a été frappé par une malédiction il y a 1 000 ans : une jeune fille doit périr noyée.

## Fiche technique
- Réalisation : Monique Enckell
- Scénario : Monique Enckell
- Production :  Babylone Films
- Musique : Alan Stivell
- Photographie : Étienne Szabo
- Cadrage : Élizabeth Prouvost
- Montage : Chantal Ellia
- Durée : 90 minutes
- Date de sortie : 1983 (Festival de Cannes)
- Sortie en DVD : 4 novembre 2010

## Distribution
- Daniel Olbrychski
- Marie Dubois
- Jean Bouise
- Dominique Pinon
- Aïna Walle
- Agnès Château

## Lieu de tournage
Le film a été tourné en 1982 à Belle-Île-en-Mer, sur la péninsule du Cap Fréhel, au château fort La Latte, à Saint-Cast-le-Guildo et à Saint-Jacut-de-la-Mer.

## Distinctions
- 1985 : nommé au festival Fantasporto
- 1984 : Prix de la meilleure photo, Madrid[4]
- 1983 : Perspectives du Cinéma Français, Festival de Cannes[5]